# Sidló Ferenc

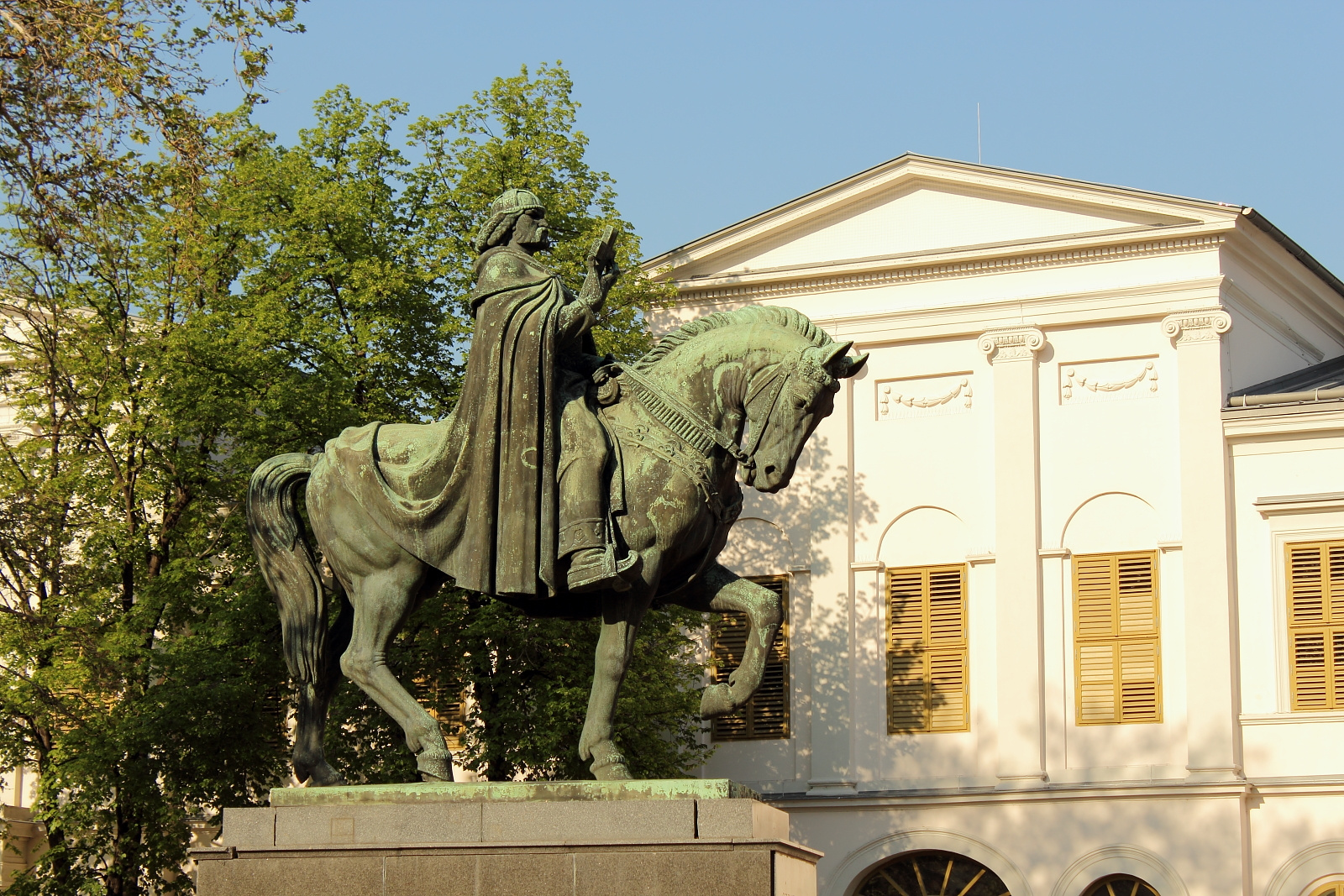
Sidló Ferenc: Szent István lovasszobra (Székesfehérvár, 1938)

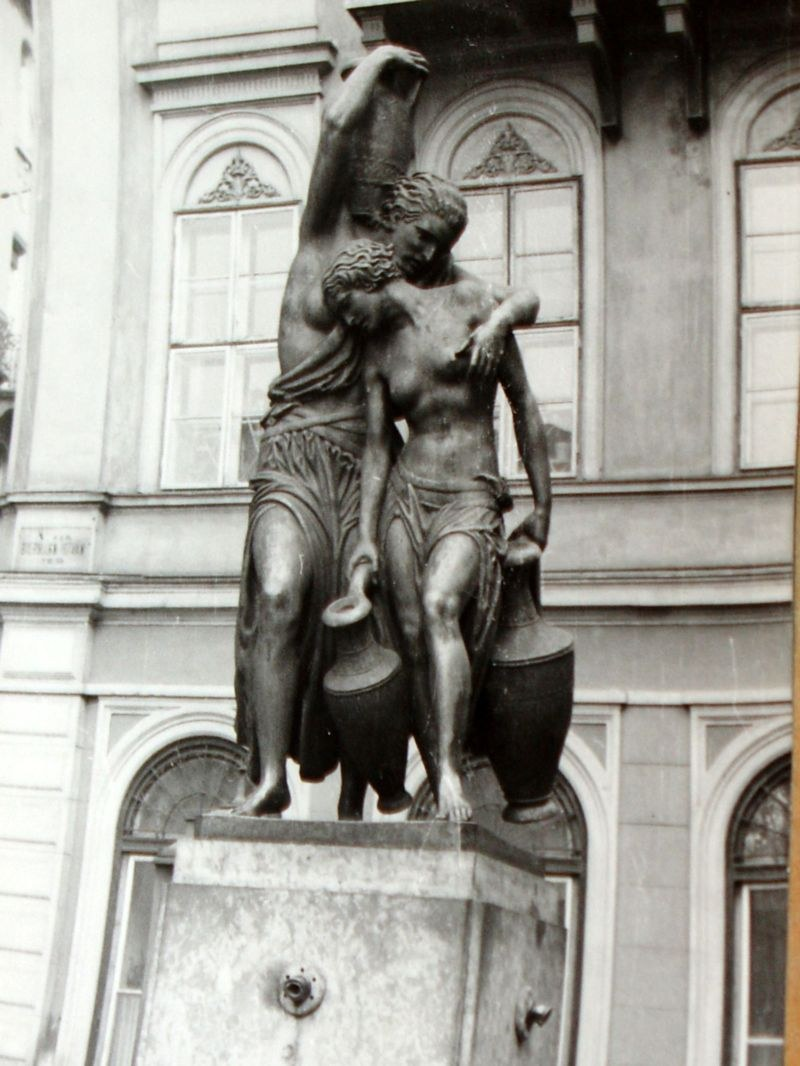
Danaidák kútja (1933)

Sidló Ferenc (Budapest, 1882. január 22. – Budapest, 1954. január 8.) szobrászművész, a Képzőművészeti Főiskola tanára.

## Életpályája
Az Iparművészeti iskolában Mátrai Lajosnál, majd a Képzőművészeti Főiskolán Strobl Alajos mesteriskolájában tanult. Bécsben Hans Bitterlich, Münchenben Wilhelm von Ruemann műhelyeiben alkotott. 1906-tól a Műbarátok Köre ösztöndíjával Rómában élt, de a nyarakat a gödöllői művésztelepen töltötte.
Hazatérése után, 1908-ban Gödöllőn telepedett le, s ott élt 1912-ig. Itt kapcsolatban állt Körösfői-Kriesch Aladárral, a marosvásárhelyi kultúrpalota számára együtt készítették a Ferenc József koronázását ábrázoló domborművet, s még számos épületdíszt. 1924-től 1948-ig tanított a Képzőművészeti Főiskolán, közben dolgozott a Százados úti művésztelepen is.  Tagja volt a lengyel–magyar kapcsolatok ápolását célul tűző Magyar Mickiewicz Társaságnak.

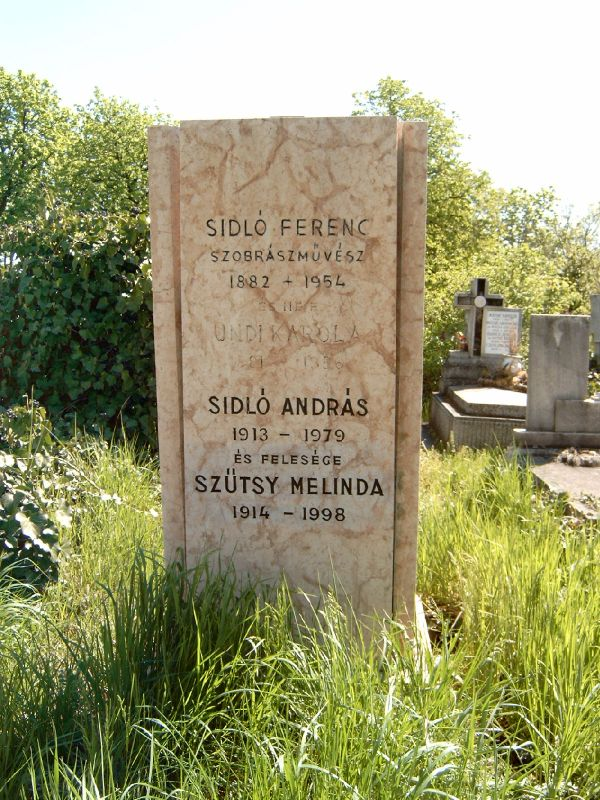
Sidló Ferenc sírja Budapesten. Új köztemető: 16/4-1-5.

## Művészete
1909-től kiállító művész, ekkor a gödöllői művészekkel együtt a Nemzeti Szalonban állított ki. Képmás szobrokkal, aktokkal állandó szereplője volt a budapesti időszakos kiállításoknak. 1929-ben rendeztek műveiből gyűjteményes kiállítást az Ernst Múzeumban. 1936-ban állami nagy aranyéremmel tüntették ki, a Horthy-korszakban a sokat foglalkoztatott emlékmű- és portrészobrászok közé tartozott. Legismertebb művei közt szerepel a székesfehérvári Szent István lovasszobor, valamint a budapesti Danaidák kútja. A Danaidák kútja egyszerre mutatja a görög művészet és a szecesszió hatását.
Alkotói munkájára a görög művészet mellett a szecesszió gyakorolt mély hatást és Ivan Meštrović szobrászművészete. A nemzet, a hősök, a vallás foglalkoztatta alkotásaiban, s mindazok a karaktervonások, amelyeket az emberek átélnek, elgondolnak múltjukra, kultúrájukra nézve. A magyar emlékműszobrászat egyik nagy mestere.

## Művei (válogatás)
Több művét (Primavera, Genius, Szt. István) a Magyar Nemzeti Galéria őrzi. Ismertebb szobrai:
- Ébredés (Gödöllő, Városi Múzeum, 1911)
- Római katolikus templom angyalfigurái (Rárósmúlyad/Muľa 1909-11)
- Ember-ciklus (fejtanulmányok, 1926-27)
- Nemzeti áldozatkészség szobra[4] (Budapest, 1915, elbontva 1946-ban)
- Nyugat szobra, (Budapest, 1921)
- I. világháborús hősi emlékművek (Nagyszokoly, Pécs, Kalocsa)
- Hősök szobra (Rákoscsaba, 1925)
- Zichy Mihály emléktábla (Zala, 1927)
- Nagy Lajos király dombormű (Szeged, Dóm tér, a nemzeti panteonban; 1930)
- Danaidák kútja (Budapest, 1933)
- Görgey Artúr mellszobra (Miskolc, 1934; ma a Görgey utcában, a Herman Ottó Múzeum előtt)
- Madách Imre (Balassagyarmat, 1937)
- Szent István király szobra (Székesfehérvár, 1938)
- Szent Imre herceg szobra (Kistarcsa, 1938)

## Díjai, elismerései
- Kistarcsa díszpolgára (1938)
- Corvin-koszorú (1930)

## Köztéri szobraiból

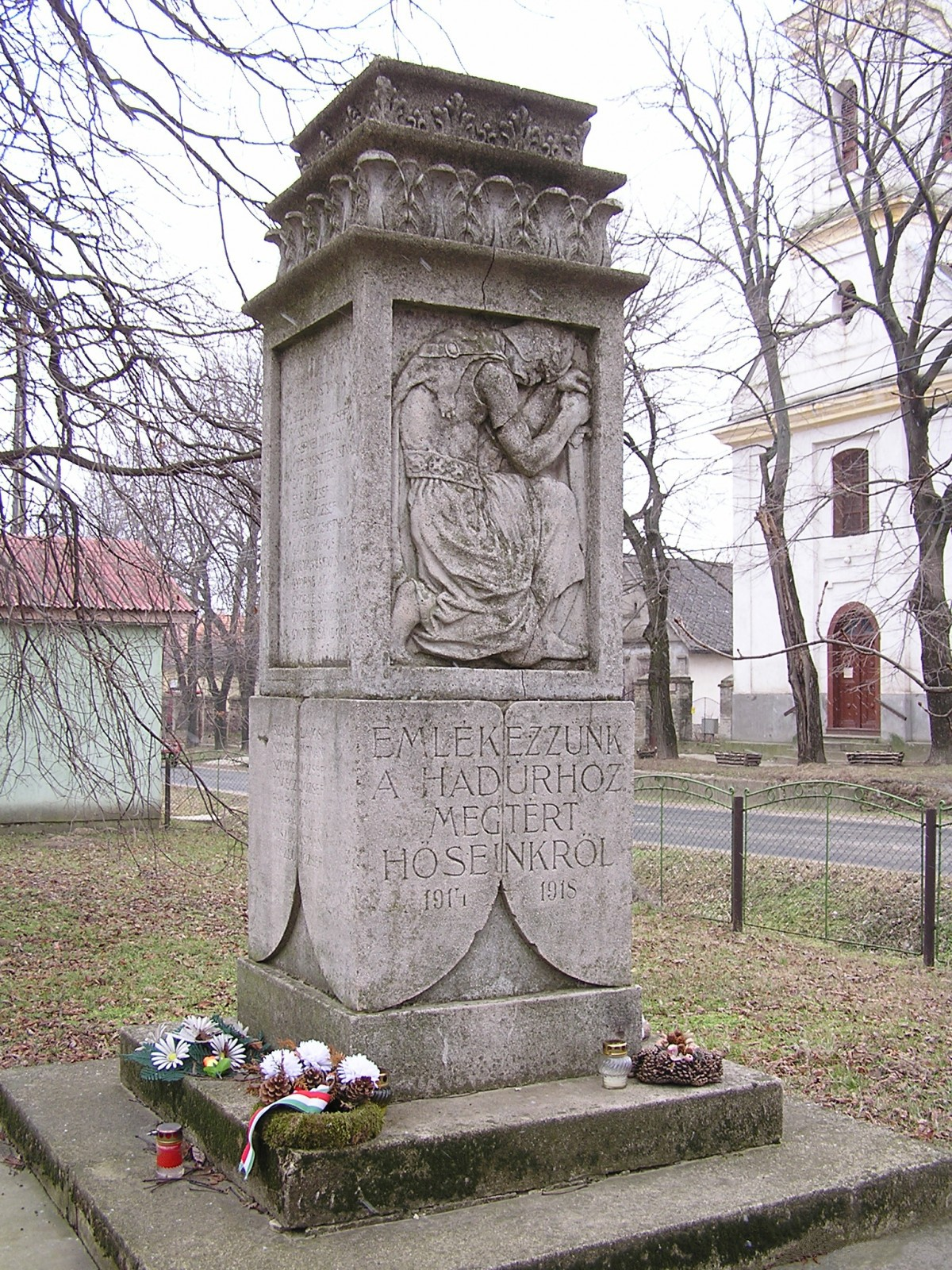
Első világháborús emlékmű, Nagyszokoly (1923)
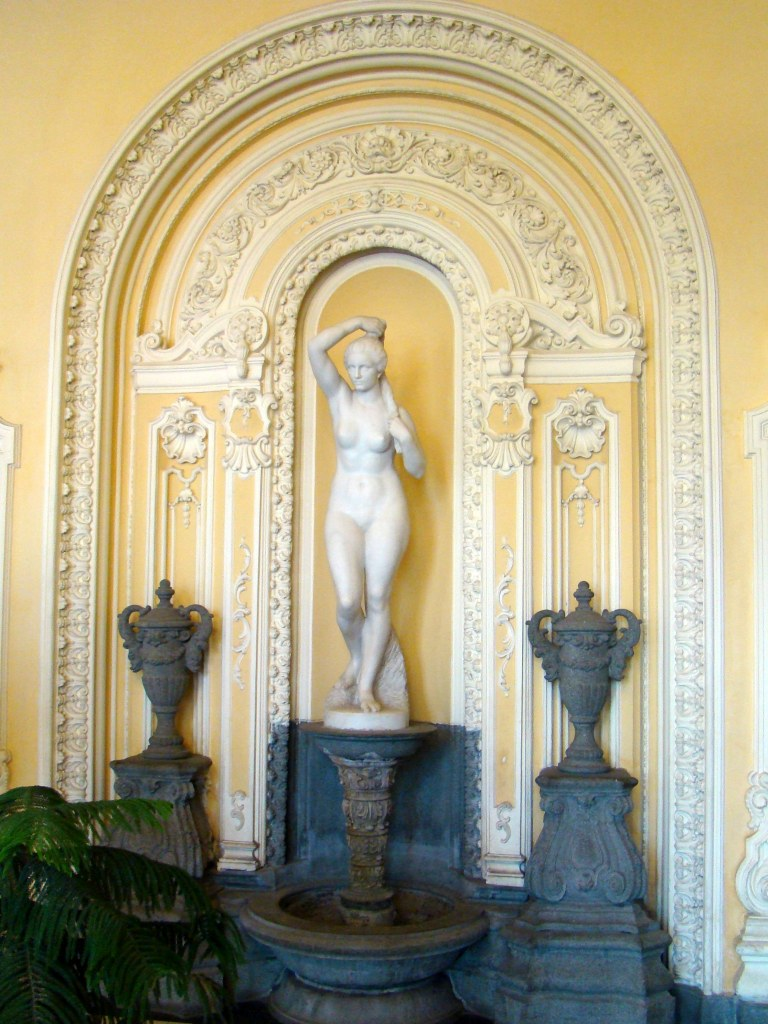
Vénusz kútszobor, Budapest[5] (1927)
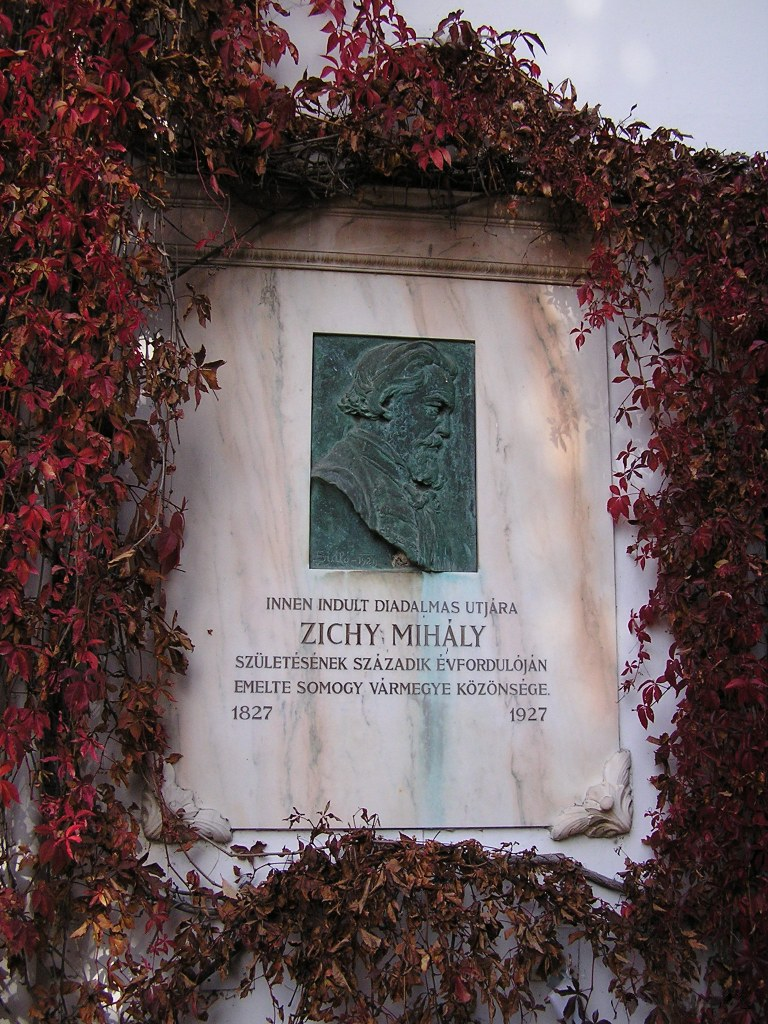
Zichy Mihály emléktábla, Zala[6] (1929)
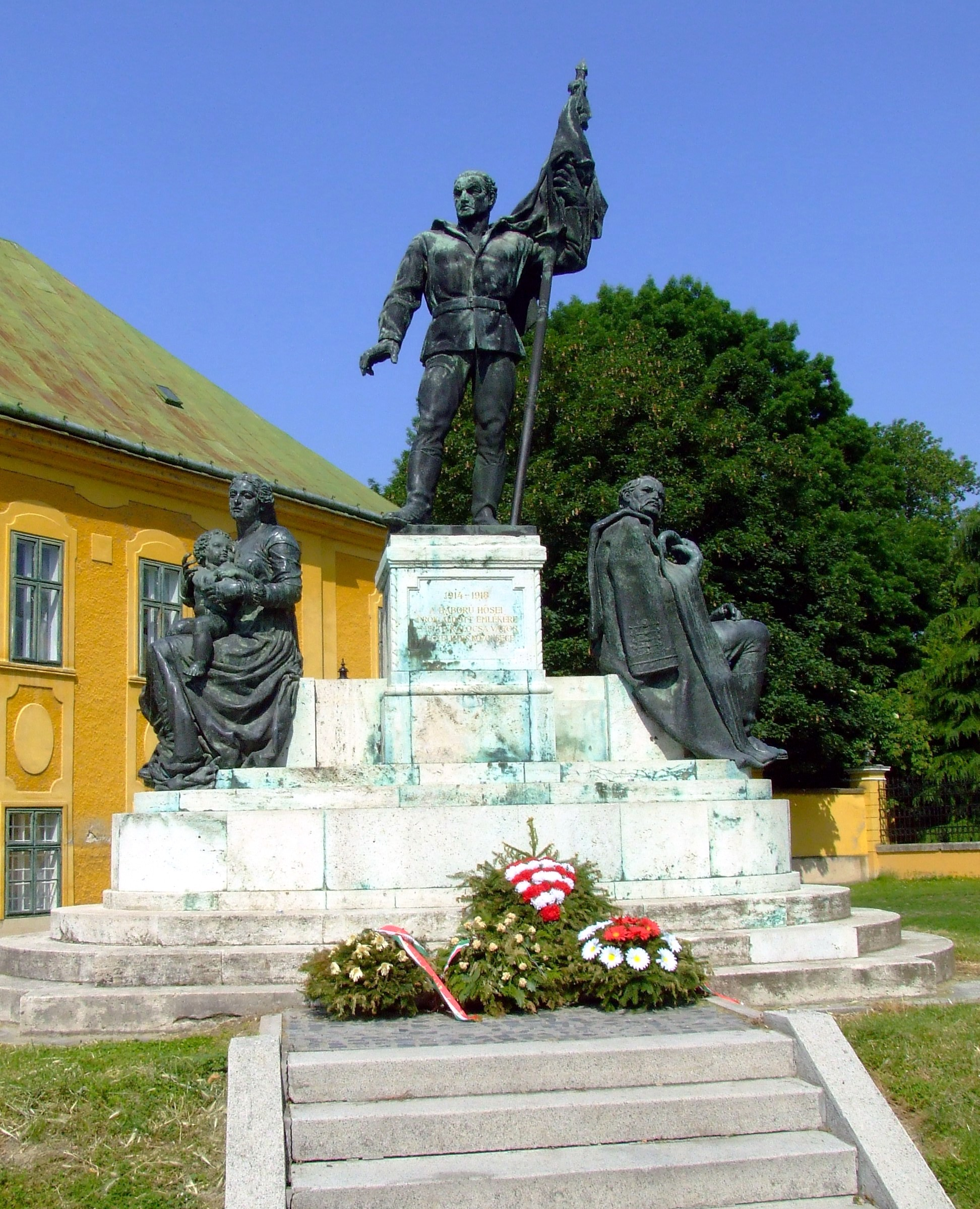
I. világháborús emlékmű, Kalocsa[7] (1930)
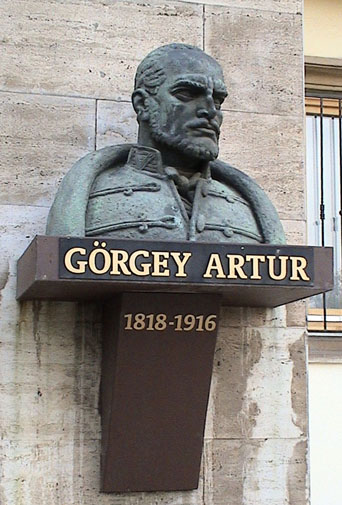
Görgei Artúr, Miskolc[8] (1934)